# Orbeljanowka
Orbeljanowka (russisch Орбельяновка) ist ein Dorf in der Region Stawropol im Süden Russlands.

## Geographie
Orbeljanowka liegt am Nordrand des Großen Kaukasus, etwa 20 km westlich der Stadt Mineralnyje Wody und etwa 25 km nordwestlich der Kurstadt Pjatigorsk. Das Dorf liegt etwa 400 Meter über dem Meeresspiegel am rechten Ufer des Flusses Kuma.

## Geschichte
Orbeljanowka wurde im Jahre 1868 von deutschstämmigen Jerusalemfreunden gegründet.
Johannes Dreher, Abram Dück und Friedrich Tietz von der Molotschna-Kolonie reisten im Herbst 1866 in den Kaukasus, um die Möglichkeiten einer Ansiedlung zu überprüfen. Im Tal des Flusses Kuma fanden sie ein unbesiedeltes Stück Land von 10.000 Dessjatinen (ca. 11.000 ha), das dem georgischen Fürsten Orbeliani gehörte.
Im Jahre 1867 reisten Vertrauensmänner mehrerer deutscher Kolonien nach Tiflis zum Fürsten Orbeliani: Brüder Fickel und Härter aus Bessarabien, Abram Dück, Johann Schmidt, Johannes Lange von der Molotschna-Kolonie, Johann Gutwin und Paul Tietz aus Igren bei Jekaterinoslaw. Sie schlossen einen Vertrag mit dem Fürsten, durch den sie sein Land am Fluss Kuma, gegen Zahlung von jährlich 25 Kopeken für 1 Dessjatineauf, für 30 Jahre in Pacht nahmen. Auf diesem Land wurden 1868 die Kolonien Tempelhof und Orbeljanowka gegründet. In Orbeljanowka siedelten sich etwa 30 Familien an, die aus Bessarabien kamen, wohin sie hauptsächlich aus Württemberg gezogen waren.
Nach Ablauf der Pachtzeit zogen fast alle Bewohner der beiden Kolonien Orbeljanowka und Tempelhof mehr als 200 km östlich über, nach einem von der Krone erhaltenen Stück Land von 4500 Dessjatinen. Dort gründeten die Orbeljanowkaer die Siedlung Romanowka, die Tempelhofer die Siedlung Olgino.
Im Jahre 1942, während des Zweiten Weltkriegs, wurde Orbeljanowka von deutscher Armee erobert. Die Rückeroberung des Dorfes durch die Rote Armee fand im Januar 1943 statt.
In den 50er Jahren wurden einige Molokanen-Familien (ca. 40 Menschen) von Aserbaidschan und von Tschetscheno-Inguschetien nach Orbeljanowka übergesiedelt.

## Persönlichkeiten
- Philipp Dreher (1839–1874), Gemeindevorsteher, der seit 1867 als Lehrer in einer aus Bessarabien ausgezogenen Schule tätig war
- Ludmila Sergeeva (* 1953), Malerin